# Parti national yougoslave
 (novembre 2018).
Le parti national yougoslave (serbo-croate : Jugoslovenska nacionalna stranka , Југословенска национална странка, slovène : Jugoslovanska nacionalna stranka) était un parti politique du royaume de Yougoslavie entre 1932 et 1941. Il a été créé en tant que parti officiel de l'état (nommé alors démocratie paysanne radicale yougoslave) sous le roi Alexandre.

## Histoire
Lors de la dictature du 6 janvier, le 6 janvier 1929, le roi dissout le parlement , abolit la constitution et interdit tous les partis politiques. Une nouvelle constitution est mise en place en 1931 prévoyant une démocratie limitée mais l'essentiel du pouvoir appartient au roi et au gouverneur (nommé par le roi).

La Démocratie paysanne radicale yougoslave est créée en 1932 afin de soutenir le gouvernement d'Alexandre, sous la direction de Petar Živković. Le parti était principalement composé de membres du parti démocratique yougoslave, du Parti radical populaire et de la section slovène du Parti démocratique indépendant serbe ainsi que de l'aile droite du Parti paysan slovène. En 1933, le parti prend le nom de parti national yougoslave et adopte un programme soulignant l'unité de la nation, le gouvernement centralisé et la laïcité.
Le parti arrive au pouvoir en Yougoslavie en 1932 et y reste jusqu'en 1935. Le parti national yougoslave disparaît en 1941 et devient, avec la fusion du Parti populaire slovène et l'Organisation musulmane yougoslave, l'Union radicale yougoslave créée par Milan Stojadinović.